# Municipio de Carmi
El municipio de Carmi (en inglés: Carmi Township) es un municipio ubicado en el condado de White en el estado estadounidense de Illinois. En el año 2010 tenía una población de 6770 habitantes y una densidad poblacional de 71,78 personas por km².

## Geografía
El municipio de Carmi se encuentra ubicado en las coordenadas 38°4′58″N 88°12′29″O / 38.08278, -88.20806. Según la Oficina del Censo de los Estados Unidos, el municipio tiene una superficie total de 94.32 km², de la cual 93.11 km² corresponden a tierra firme y (1.29%) 1.21 km² es agua.

## Demografía
Según el censo de 2010, había 6770 personas residiendo en el municipio de Carmi. La densidad de población era de 71,78 hab./km². De los 6770 habitantes, el municipio de Carmi estaba compuesto por el 97.61% blancos, el 0.56% eran afroamericanos, el 0.27% eran amerindios, el 0.28% eran asiáticos, el 0.06% eran isleños del Pacífico, el 0.32% eran de otras razas y el 0.9% pertenecían a dos o más razas. Del total de la población el 1.65% eran hispanos o latinos de cualquier raza.